# Ezüstróka
Az ezüstróka a vörös róka értékes prémjéért a 19. század óta tenyésztett színváltozata.

## Leírása
Természetes élőhelye Kanadától az Aleut-szigeteken át Szibériáig terjed. Színe igen változó, de alapszíne mindig fekete. A szürke szőrök részben feketék, hegyük többé-kevésbé mélyen lefelé ezüstfehér. Nyaka és hasa mindig fekete, miként a végtagok és a mancsok felső felülete is. A végtagok oldalain gyakran ezüstös sáv vonul végig. A farok fekete, a vége pedig tiszta fehér. Prémjének értéke függ a szőrzet sűrűségétől, finomságától és főképp az ezüstös végek elrendeződésétől: a legértékesebbek az egészen feketék, mert ezek különlegesen ritkák. Ezután olyan szőrmék következnek, amelyek egész hátán a fekete szín uralkodik, és csak a törzs ezüstszürke. A kevésbé értékesek az olyanok, melyeknél az ezüstös szálak sárgás színbe mennek át. A nyak szőrzete mindig fekete; a hátszőrzetnél sokkal hosszabb és finomabb.

## A Beljajev kísérlet
D. K. Beljajev az 1950-es évek második felében egy szibériai telephelyen szelídségre szelektáltan kezdett rókákat tenyészteni, és mintegy 40 év alatt teljes sikert ért el: rókáit a kutyákhoz hasonló mértékben domesztikálta. A szelídségre szelektált rókákban felerősödtek az infantilis jegyek: a lógó fül, a felkunkorodott farok és rövid, kerek pofa. D. K. Beljajev halála óta tanítványai folytatják a kísérletet, a költségeket részben a kölykök árusításából fedezik.

## Képek

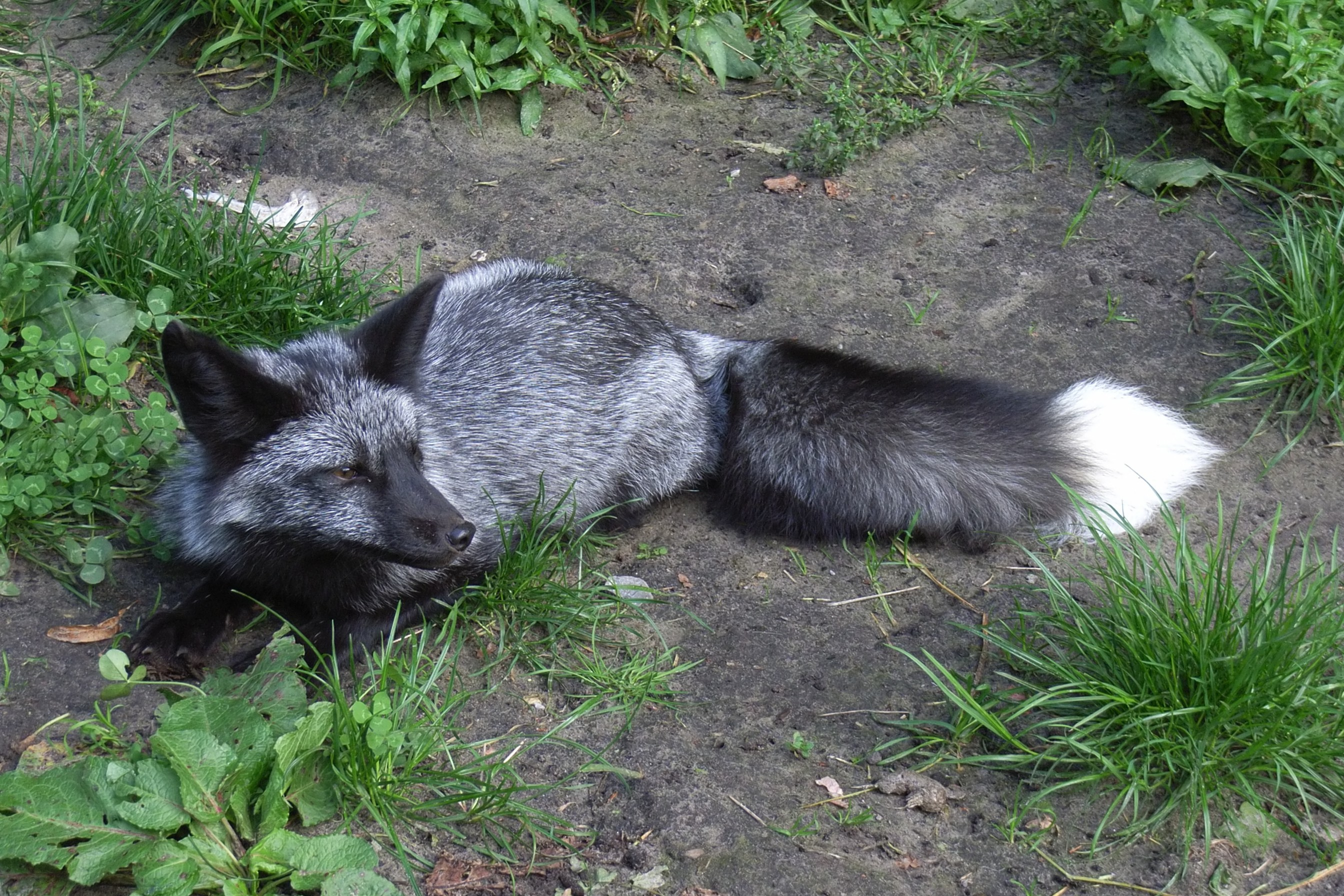
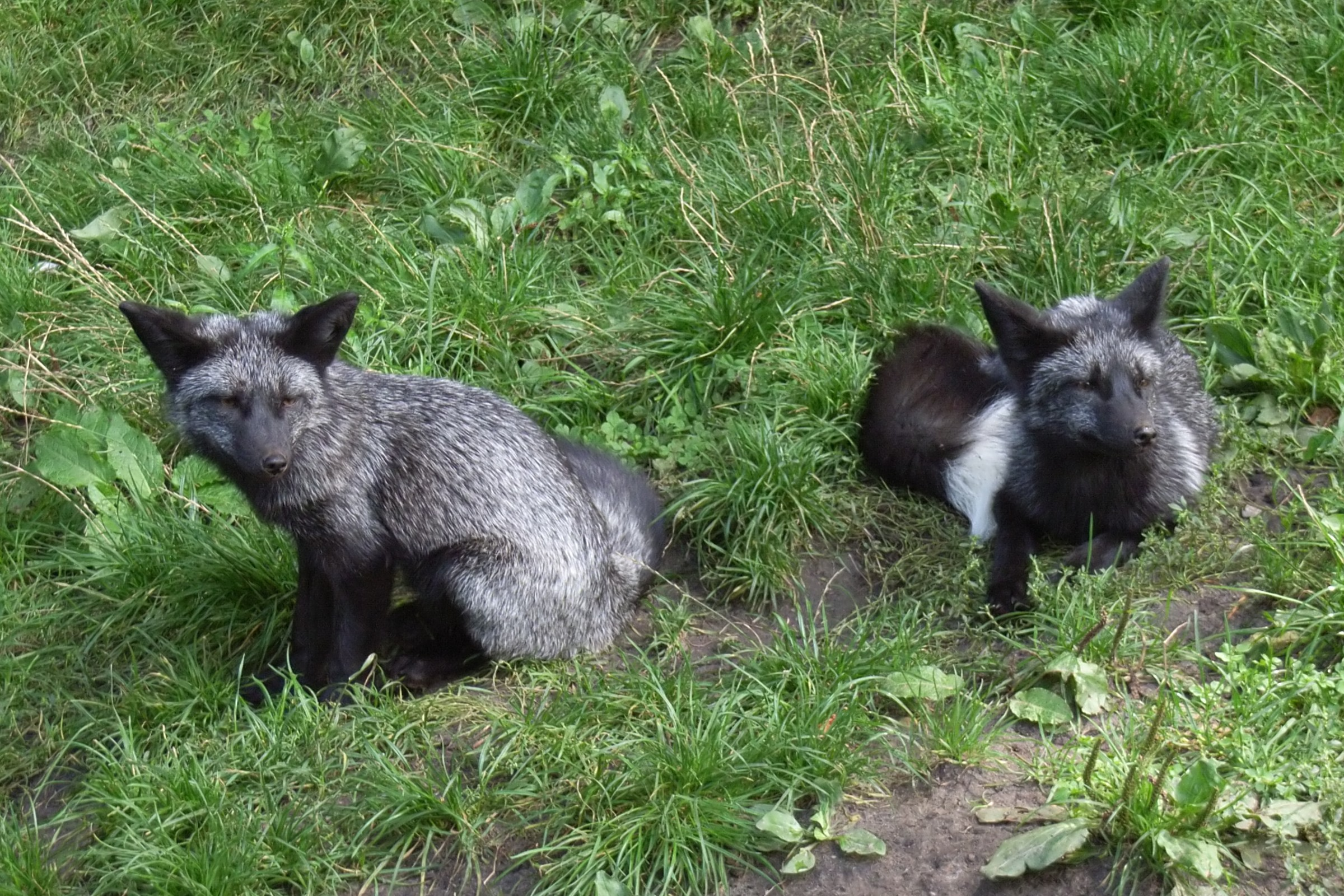
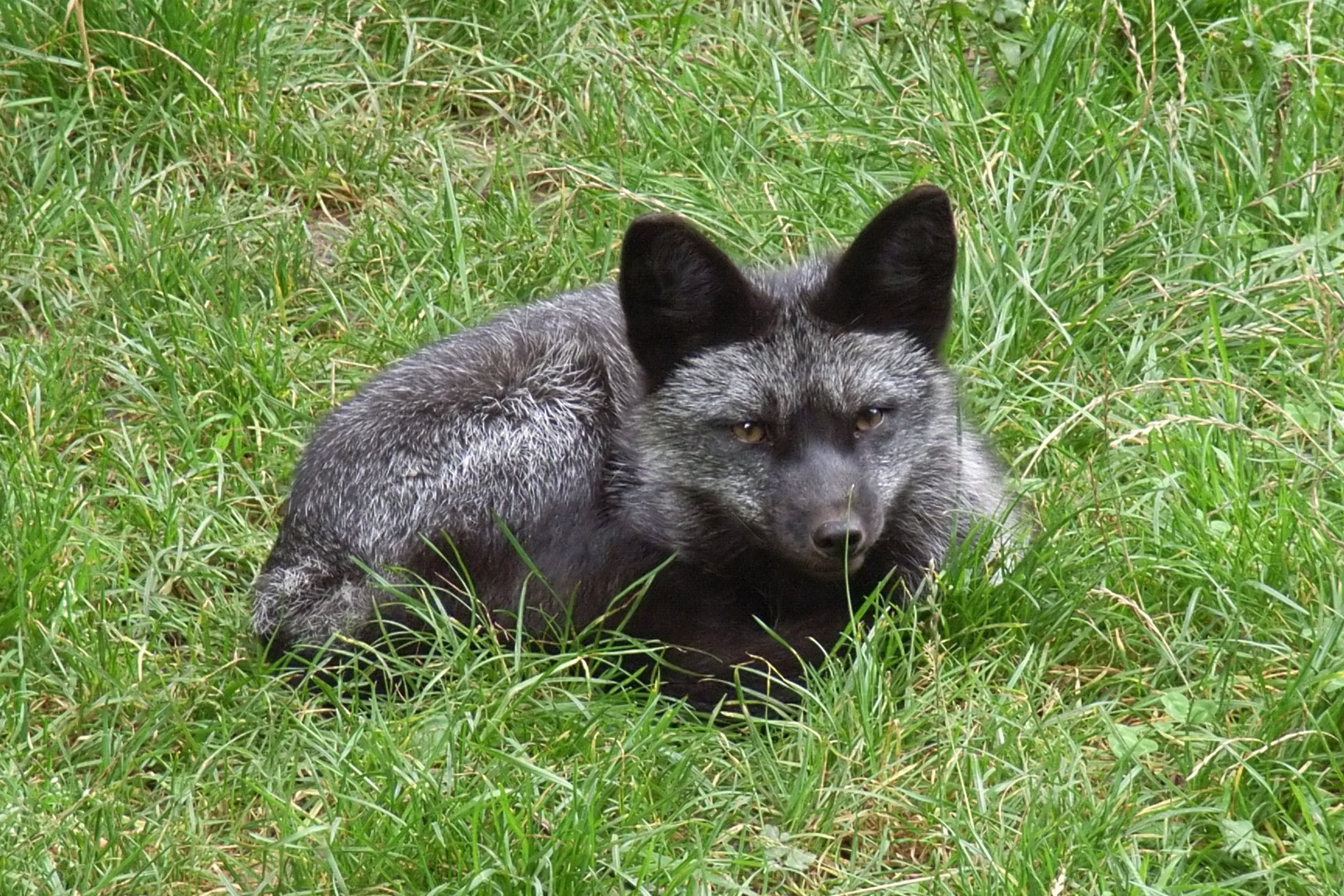
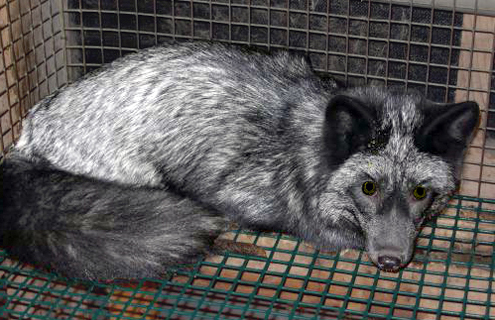